# Sue Thomas, el ojo del FBI
Sue Thomas, el ojo del FBI de Sony Pictures Television International, está inspirada en la historia real de Sue Thomas, una joven aquejada de sordera desde la infancia, que superará enormes obstáculos para conseguir su primer empleo en el F.B.I.

## Sinopsis
Sue Thomas  (Deanne Bray) es una joven sorda recién graduada en la universidad y que en su primer trabajo, precisamente en el FBI, la oficina federal de investigación de los Estados Unidos, tenía la tediosa tarea de realizar análisis de huellas dactilares, algo que la decepcionó profundamente.
Sin embargo, la situación cambió pronto cuando Jack Hudson (Yannick Bisson), agente del FBI, descubrió la extraordinaria capacidad de Sue para leer los labios, lo que provocó su ingreso en un grupo de élite del FBI, dedicado a la vigilancia.
En el inicio de la segunda temporada y ya plenamente integrada en el equipo, Sue será la única en creer la historia de Amanda Duffman, quien asegura haber presenciado un secuestro. En los siguientes episodios el grupo de élite del FBI en el que trabaja Sue se enfrenta a un francotirador que lleva días aterrorizando la ciudad. También Sue se verá obligada a trabajar de incógnito junto a Jack (Yannick Bisson), fingiendo que son un matrimonio para averiguar por qué una pareja aparentemente idílica se dedica a financiar actos terroristas. Además, el equipo tendrá que detener una ataque terrorista organizado por Al Qaeda contra la ciudad de Washington.
Terrorismo, secuestros, asesinatos, casos duros y reales a los que Sue Thomas tendrá que enfrentarse cada día en su trabajo en el FBI, junto a su perro Levi, donde la acción pasa a formar parte de sus vidas hasta un punto que Sue nunca hubiera imaginado. 
Además de Deanne Bray en el papel de Sue Thomas, el reparto de actores de Sue Thomas, el ojo del FBI incluye a Yannick Bisson, Rick Peters (Verónica Mars), Mark Gomes (El Cuervo), Tara Samuel, Ted Atherton (The Border), y Jesse, como Levi, el golden retriever de Sue.

## Confecciones
Según declaraciones del creador de la serie, Dave Alan Jonson, nunca antes ha existido una serie de televisión sobre las vivencias, la carrera y las experiencias de una persona sorda – que además está interpretada por un intérprete sordo. Cuando Deanne se presentó al casting, compitiendo con otras muchas actrices, sordas y oyentes, se ganó el papel en seguida. Vimos lo increíblemente dotada que estaba para encarnar el personaje de Sue Thomas.
Según confesaba la propia actriz, Deanne Bray, espero que la serie no solo entretenga – estoy segura que lo hará – pero que también sea un puente entre mundos diferentes que ayude a comprender a la gente que tenemos más similitudes que diferencias.

## Reparto
- Deanne Bray - Sue Thomas
- Yannick Bisson - Jack Hudson
- Kathy Maloney - Kelly Camso
- Rick Peters - Bobby Manning
- Marc Gomes - Dimitrius Gans
- Enuka Okuma - Lucy Dotson
- Ted Atherton - Myles Leland III
- Tara Samuel - Tara Williams
- Eugene Clark - Ted Garrett
- Jack Jessop - Charlie Adams
- Jonathan Wilson - Howie Fines